# Шихазда
Шихазда́ — деревня в Пестречинском районе Татарстана. Входит в состав Пестречинского сельского поселения. Основана в период Казанского ханства. Население в 1926 году достигало 595 жителей, на 2025 год оно составляет 397 человек.

## География

### Географическое положение
Находится в зоне хвойно-широколиственных (смешанных) лесов, в Западном Предкамье, на правом притоке реки Мёша — речке Сула. Расположено в 33 км по автодорогам к востоку от города Казани, в 9 км к северо-западу — от районного центра — села Пестрецы. Высота над уровнем моря — 79 м.

### Климат
Согласно Классификации климатов Кёппена, климат села классифицируется как Dfb — влажный континентальный климат с тёплым летом. Температура здесь в среднем 7,6 °C.
| Показатель              | Янв. | Фев. | Март | Апр. | Май  | Июнь | Июль | Авг. | Сен. | Окт. | Нояб. | Дек. | Год |
| ----------------------- | ---- | ---- | ---- | ---- | ---- | ---- | ---- | ---- | ---- | ---- | ----- | ---- | --- |
| Средняя температура, °C | −4,8 | −8,5 | −0,9 | 11,0 | 10,9 | 21,7 | 23,3 | 17,1 | 17,5 | 6,9  | 1,1   | −4,9 | 7,6 |
| Источник:               |      |      |      |      |      |      |      |      |      |      |       |      |     |

## История
Основана в период Казанского ханства. Располагалась в Зюрейской дороге Казанской губернии.
Упоминалась также как Ильинское, Большая Шихазда. Под названием Chekhazda деревня отмечена на французской карте 1729 года «Territoire de Casan» (Карта окрестностей Казани).
Вплоть до 1860-х годов жители принадлежали сословию государственных и помещичьих крестьян. Помимо основных занятий в виде скотоводства и земледелия, обычными занятиями проживающих также были паркетный и кузнечный промысел, пчеловодство.
По сведениям 1883 года, в бывшем помещичьем селе Шихазде (Ильинском) Кулаевской волости Казанского уезда Казанской губернии, при речке Суле, в 51 дворе жил 301 человек. Отмечено наличие православной церкви, часовни и 3 паркетных заводов.
На момент 1885 года, вместо обветшавшей, построенной в 1801 году, возведена Ильинская церковь, но уже из кирпича. Представляет себя, как памятник культовой архитектуры с декорациями в русско-византийском стиле. Была закрыта в 1937 году, но возвращена верующим в 1995 году.
В начало XX века, в населённом пункте действовала Ильинская церковь, открытая в 1884 году земская школа, ветряная мельница, 5 мелочных лавок, 2 кузницы, 2 паркетные мастерские. В двух мастерских работали 8 наёмных работников, одна из них (крестьянина Степанова) производила на 10 верстаках около 250 кв. саженей паркета в год. Известно, что тогда у сельской общины был земельный надел около 713.9 десятины.

## Население
| 1782 | 1859 | 1897 | 1907 | 1908 | 1920 | 1926 |
| ---- | ---- | ---- | ---- | ---- | ---- | ---- |
| 159  | ↗375 | ↗461 | ↗549 | ↘535 | ↘518 | ↗595 |
| 1949 | 1958 | 1970 | 1979 | 1989 | 2002 | 2010 |
| ↘284 | ↘253 | ↗312 | ↘236 | ↘159 | ↗342 | ↘336 |
| 2012 | 2014 | 2016 | 2017 | 2018 | 2019 | 2020 |
| ↘335 | ↘324 | ↗387 | ↘339 | ↗348 | ↗356 | ↗367 |
| 2021 | 2022 | 2023 | 2024 | 2025 |      |      |
| ↗370 | ↗379 | ↗393 | ↗397 | →397 |      |      |

В 2025 году в деревне насчитывалось 162 домохозяйств, жили 397 человек (212 женщин и 185 мужчин; 59 детей до 18 лет).
Национальный состав
Национальный состав села — русские и татары. Согласно результатам переписи 2002 года, в национальной структуре населения села русские составляли 72%, а татары 27% из 342 человек.

## Образование и культура
В период до 2006 года, в деревне действовала неполная средняя школа.
На данный момент функционируют библиотека, клуб (с 1992 года) и фельдшерско-акушерский пункт.

## Известные уроженцы
- Александр Павлов (1925–2001) – советский работник железнодорожного транспорта, Герой Социалистического Труда, кавалер орденов Ленина и ордена Трудового Красного Знамени[10].